# Virensignatur
Virensignaturen werden von Anti-Virus-Programmen zur Identifizierung von Viren genutzt. Sie stellen ein möglichst eindeutiges Erkennungsmerkmal dar.
Um eine Virensignatur zu erstellen, werden mehrere Exemplare eines Virus nach Mustern und Regelmäßigkeiten durchsucht, die speziell auf dieses Virus zutreffend sind. Das Prüfen mehrerer Exemplare ist nötig, da Viren häufig so programmiert sind, dass sie gewissermaßen mutieren können, ohne jedoch den eigentlichen Code zu verändern.
Da ständig neue Viren programmiert und in Umlauf gebracht werden, stellen Hersteller von Anti-Virus-Software regelmäßig Dateien mit solchen Virensignaturen zur Aktualisierung ihrer Software zur Verfügung. Wer also eine solche Software im Einsatz hat, sollte diese Signatur-Dateien ebenfalls regelmäßig aktualisieren, da die Software andernfalls neue Viren nicht oder nur schwer mittels heuristischer Methoden erkennen kann.